# Wiktar Sazonau
Wiktar Sazonau (ur. 18 października 1963 w Holszanach koło Oszmian na Grodzieńszczyźnie, w dawnym Kraju Willeńskim) – białoruski przedsiębiorca, dziennikarz i działacz społeczny, związany z opozycją demokratyczną.
Ukończył studia na Wydziale Historycznym Uniwersytetu im. Janki Kupały w Grodnie.

## Życiorys
W latach 1993–1998 przedsiębiorca. Jego biznes został skonfiskowany przez administrację Aleksandra Łukaszenki za związki z opozycją demokratyczną.
Obecnie dziennikarz, pisarz, działacz społeczny związany z opozycją demokratyczną, m.in. z Centrum Obrony Praw Człowieka „Wiosna”.
Pracuje dla białostockiego tygodnika „Niwa”, oraz Białoruskiego Radia Racja. Członek Związku Pisarzy Białoruskich.
Jest autorem kilku cykli opowiadań:
1. „Notatki kontrabandzisty” (2005) – wydane w formie książki przez Radę Programową Tygodnika „Niwa”.
2. „Sąsiedzkie Bajdy” – drukowane na łamach „Niwy”.
3. „Sandali mitrapolityka” – drukowane na łamach „Niwy”

W 2009 roku Centrum Edukacji Obywatelskiej Polska-Białoruś wydało „Notatki kontrabandzisty” w tłumaczeniu na język polski. W 2010 roku spodziewane jest wydanie drugiej książki Sazonawa w języku polskim: „Sąsiedzkie Bajdy”.